# 姫路市立古知小学校
姫路市立古知小学校（ひめじしりつ こちしょうがっこう）は、兵庫県姫路市夢前町古知之庄に所在する公立小学校。

## 沿革
公式サイト「沿革の概要」による。
- 1875年（明治8年）3月3日 - 弘光小学校、古知之庄408番地に創立。
- 1876年（明治9年） - 古知小学校と改称。
- 1885年（明治18年）5月18日 - 飾西郡第一番学区夢前小学校古知分校と改称。
- 1887年（明治20年）4月1日 - 飾磨郡第四番学区古知簡易小学校と改称。
- 1892年（明治25年）4月1日 - 置塩村立古知尋常小学校と改称。
- 1909年（明治42年）3月21日 - 置塩村立古知尋常高等小学校と改称。
- 1941年（昭和16年）4月 - 置塩村立古知国民学校と改称。
- 1947年（昭和22年）4月 - 置塩村立古知小学校と改称。
- 1955年（昭和30年）7月 - 置塩村、鹿谷村、菅野村の三村が合併し夢前町が誕生。夢前町立古知小学校と改称し木造二階建て校舎落成。
- 1967年（昭和42年）6月26日 - 給食開始。
- 2006年（平成18年）3月27日 - 夢前町と姫路市との合併により、姫路市立古知小学校と改称。

古知校区は少子化の影響が著しく、姫路市教育委員会は本校を「早急に統合する必要がある」として早ければ2028年度にも姫路市立置塩小学校・姫路市立前之庄小学校・姫路市立置塩中学校・姫路市立鹿谷中学校との統合による義務教育学校の設立（校地は前之庄小・鹿谷中を使用）を目指す方針を明らかにした。

## 校歌
作詞:堀尾純一、作曲:伊勢田喜蔵。ハ長調。

## 通学区域
現行では、姫路市夢前町のうち糸田、塩田、古知之庄、杉之内、高長(前之庄小学校校区を除く)、前之庄（1番-66番）。全域で姫路市立置塩中学校の通学区域となる。

## 通学区域が隣接している学校
- 姫路市立置塩小学校
- 姫路市立菅生小学校
- 姫路市立上菅小学校
- 姫路市立莇野小学校
- 姫路市立前之庄小学校
- 姫路市立中寺小学校
- 姫路市立香呂小学校